# Taipé Chinês nos Jogos Olímpicos de Inverno de 1998
O Taipé Chinês competiu nos Jogos Olímpicos de Inverno de 1998, realizados em Nagano, Japão.